# A. J. 알렉시

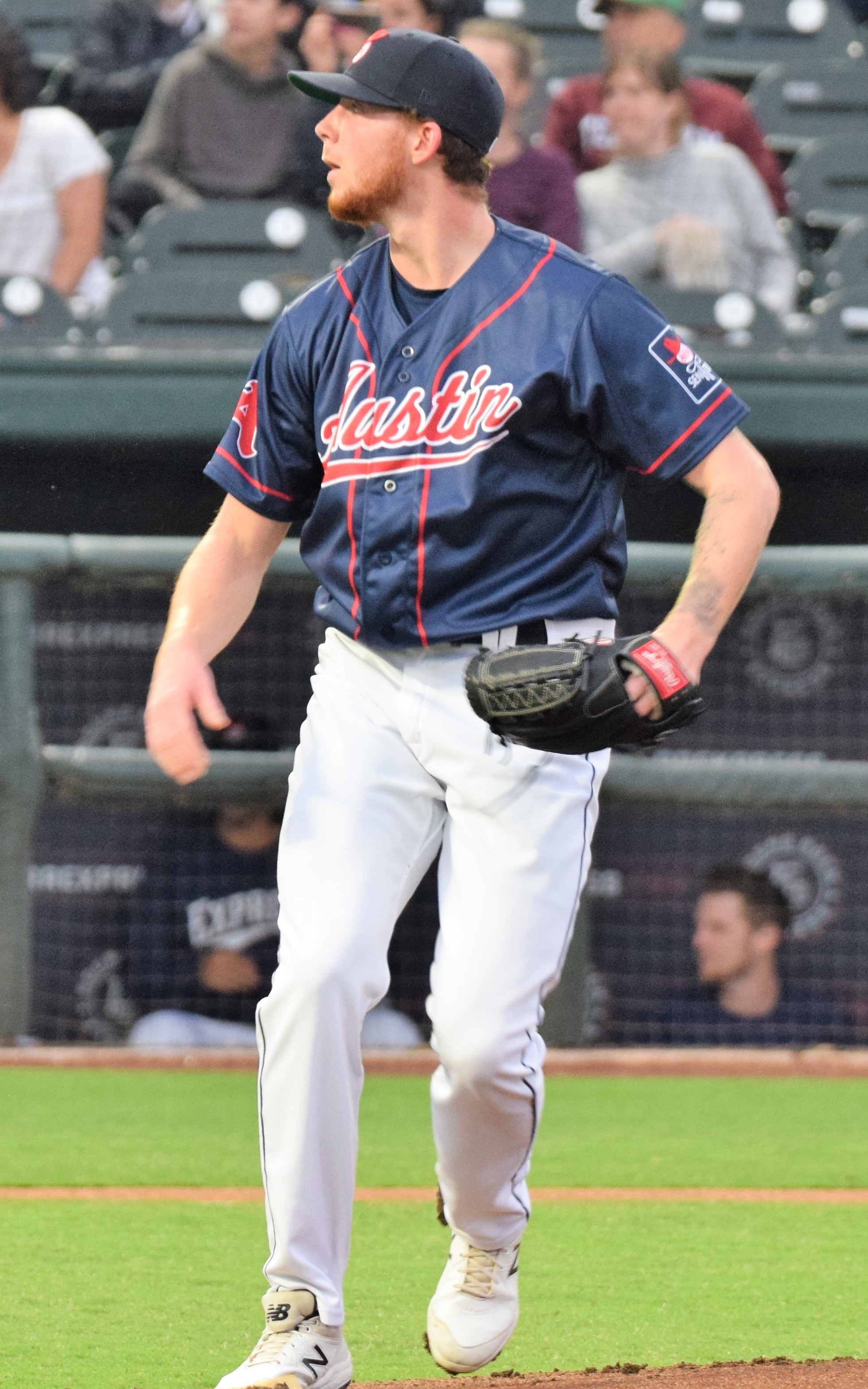
2022년 라운드 록 익스프레스에서의 모습

A. J. 알렉시(A. J. Alexy, 본명: 아담 존 알렉시, Adam John Alexy, 1998년 4월 21일 ~ )는 아메리칸 어소시에이션 (독립 리그) 캔자스시티 모나크스의 미국 프로 야구 투수이다. 이전에 텍사스 레인저스의 메이저 리그 베이스볼(MLB)에서 뛰었다.

## 아마추어 경력
알렉시는 펜실베니아 주 엘버슨에 있는 트윈 밸리 고등학교에 다녔다. 래드포드 대학교에서 대학 야구를 하기로 약속했다. 트윈 밸리에서의 시니어 시즌 동안 알렉시는 9이닝 동안 164개의 투구를 던져 팀을 2-1 승리로 이끌었다. 알렉시는 2016년 MLB 드래프트 11라운드에서 로스엔젤레스 다저스에 의해 드래프트되었으며 래드포드에 대한 약속을 포기하고 $600,000의 계약 보너스를 받기 위해 그들과 계약했다.